# Kuiper (krater)
För andra betydelser, se Kuiper (olika betydelser).
Kuiper är en nedslagskrater med en diameter på 62 kilometer, på planeten Merkurius. Kuiper har fått sitt namn efter astronomen Gerard Kuiper.